# 圣但尼莱蓬
圣但尼莱蓬（法語：Saint-Denis-les-Ponts，法語發音：[sɛ̃ dəni le pɔ̃]）是法国厄尔-卢瓦省的一个旧市镇，位于该省南部，属于沙托丹区。2019年1月1日，圣但尼莱蓬和相邻的拉讷赖合并为新市镇圣但尼-拉讷赖（Saint-Denis-Lanneray），并成为政府驻地。

## 地理
圣但尼莱蓬（48°4'3"N, 1°17'35"E）面积13.8 平方千米，位于法国中央-卢瓦尔河谷大区厄尔-卢瓦省，该省份为法国北部内陆省份，北起顺时针与厄尔省、伊夫林省、埃松省、卢瓦雷省、卢瓦-谢尔省、萨尔特省和奧恩省接壤。
与圣但尼莱蓬接壤的市镇（或旧市镇、城区）包括：拉讷赖、拉沙佩勒迪努瓦耶、杜伊。

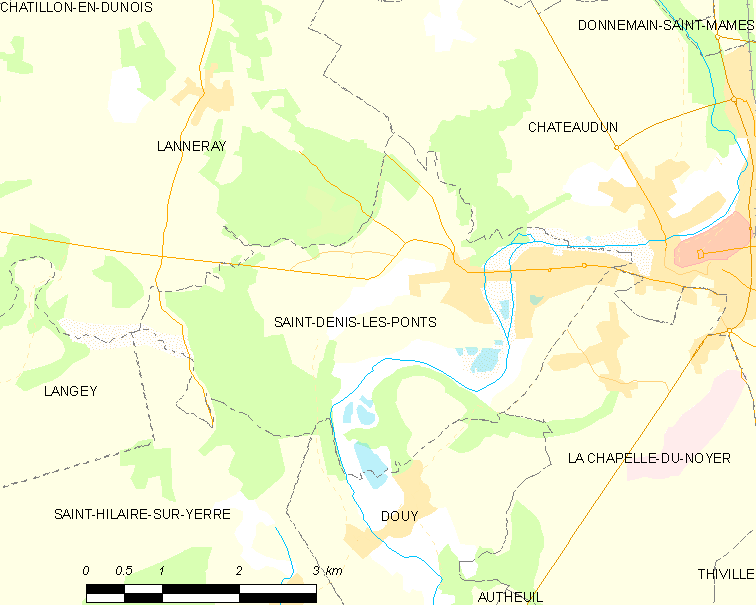
圣但尼莱蓬的OSM定位图

圣但尼莱蓬的时区为UTC+01:00、UTC+02:00（夏令时）。

## 行政
圣但尼莱蓬的邮政编码为28200，INSEE市镇编码为28334。

## 政治
圣但尼莱蓬所属的省级选区为沙托丹县。

## 人口

1962-2008年间圣但尼莱蓬人口变化图示

圣但尼莱蓬于2018年1月1日时的人口数量为1679人。